# Фламінгоподібні
Фламінгоподі́бні (Phoenicopteriformes) — ряд кілегрудих птахів, що охоплює одну сучасну та одну вимерлу родину.

## Філогенія
Викопні рештки фламінгоподібних відомі з еоцену. Зокрема, з цієї епохи відомі рештки Juncitarsus, який існував в Європі та Північній Америці 45 млн років тому. Найближчими родичами фламінгоподібних є пірникозові (Podicipedidae), з якими вони утворюють кладу Mirandornithes.
В олігоцені та міоцені існувала родина своєрідних «плавучих» фламінго — Palaelodidae, які були більше схожі на пірникоз, ніж на фламінго. Їхні дзьоби не були призначені для фільтрації.